# 고토정
고토정(湖東町)은 시가현 에치군에 설치되었던 정이다. 「고토정」이라는 이름이지만 비와호에는 접해 있지 않다.

## 역사
- 1954년 11월 3일 - 에치군 도요구라촌, 니시오시타테촌, 히가시오시타테촌이 합병해 에치군 고토정이 성립하였다.
- 2005년 2월 11일 - 욧카이치시, 에치군 아이토정, 에이겐지정, 간자키군 고카쇼정과 합병해 히가시오미시가 성립하였다. 동일 고토정은 폐지되었다.

## 교통

### 도로
- 국도 제307호선